# Phleum iranicum
Phleum iranicum är en gräsart som beskrevs av Joseph Friedrich Nicolaus Bornmüller och Erwin Gauba. Phleum iranicum ingår i släktet timotejer, och familjen gräs. Inga underarter finns listade i Catalogue of Life.